# Busalla (stacja kolejowa)
Busalla (wł. Stazione di Busalla) – stacja kolejowa w Busalli, w regionie Liguria (Prowincja Genua), we Włoszech. Stacja znajduje się na Piazza Malerba, w ciągu linii kolejowej Turyn-Genua. Według klasyfikacji RFI ma kategorię srebrną. Stacja ma bezpośrednie połączenia kolejowe z:
- Arquata Scrivia
- Novi Ligure
- Genova Piazza Principe
- Genova Brignole